# StyleShare
StyleShare는 Apple의 앱 스토어, 구글 Play Store를 통해 다운 받은 애플리케이션과 웹사이트를 통해 이용되는 소셜 네트워크 서비스이다.
이용자들이 본인들의 패션부터 시작해 다른 곳에서 얻은 코디나 패션 정보들을 올리는 것이 서비스의 첫 시작이였으나, 최근에는 자신이 직접 만든 물건을
올리고 각자의 모바일 메신저 아이디를 공유해 거래를 하기도 한다. 또한 쇼핑몰 운영자들이 직접 블로그 아이디를 통해 자신들의 쇼핑몰에 있는 상품을 게재, 홍보하는 경우도 있다. 서비스 이용방법은 Twitter, Facebook, Metoday 계정과 연동해 사용하거나 서비스에 자체적으로 가입을 할 수 있도록 이루어져 있고, 글의 분류는 인기순과 최신순, 팔로잉 피드로 이루어져 있다.
Twiiter의 기능 중에 하나인 팔로잉 기능, Facebook의 기능중 '좋아요' 기능을 활용해 정보 제공자나 정보에 대한 호감을 표시할 수도  있으며, 또한 게재된 사진과 더불어 내용란에 사진 속의 모델이나 정보의 출처 사이트를 태그할 수 있다. 글의 분류는 인기순과 최신순, 팔로잉 피드로 이루어져 있다.

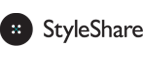
StyleShare, Fashion SNS